# Garo: Vanishing Line
Garo: Vanishing Line es una serie de anime con guion original producida por MAPPA; anunciada para salir al aire el 6 de octubre de 2017. El anime forma parte de la franquicia del proyecto llamado GARO.

## Argumento
La gran y prospera Russell City se enfrenta a una amenaza, un hombre llamado Sword es uno de los primeros en descubrirlo y se lanza a una lucha para exponer la verdad; con la palabra clave "El Dorado" en común, él y Sophie, una muchacha que busca a su hermano perdido, se lanzan a una aventura juntos para descrubrir el verdadero significado de la misteriosa frase.

## Personajes
Sword (ソード Sōdo?)
Voz por: Tomokazu Seki
El protagonista de la historia, un hombre que perdió a su hermana en el pasado. Un hombre alto y musculoso que pelea contra los llamados horrors, usa una espada legendaria para derrotarlos.
Sophie (ソフィ Sofi?)
Voz por: Rie Kugimiya
Una adolescente que busca a su hermano perdido, solo tiene como pista las frase "El Dorado", se une a Sword para su búsqueda, tiene habilidades informáticas.
Zaruba (ザルバ?)
El asistente mágico de Sword, es un anillo que controla la moticicleta.
Luke (ルーク Rūku?)
Voz por: Nobunaga Shimazaki
Un alquimista que usa fuego mágico y desaprueba el comportamiento de Sword.
Gina (ジーナ Jīna?)
Voz por: Ami Koshimizu
Una alquimista que usualmente lucha junto a Sword para derrotar a los horrors.

## Anime
En agosto de 2017 se anunció que el estudio MAPPA esta produciendo un anime con guion original llamado Vanishing Line que será dirigido por Seong Ho Park; en el promocional se dio a conocer un avance, el elenco principal, la música y la fecha de emisión, será estrenado en la cadena de televisión TV Tokyo en octubre de 2017. El tema de apertura es EMG interpretado por JAM Project y el tema de cierre es Sophia por Masami Okui. Una segunda parte se estrenará a partir del 12 de enero de 2018 tras una pausa de sus primeros 12 episodios.

### Lista de episodios
| #  | Título                                                   | Estreno                 |
| -- | -------------------------------------------------------- | ----------------------- |
| 1  | «Sword» «Sōdo» (ソード)                                  | 7 de octubre de 2017    |
| 2  | «Luke» «Rūku» (ルーク)                                   | 14 de octubre de 2017   |
| 3  | «Gina» «Jīna» (ジーナ)                                   | 20 de octubre de 2017   |
| 4  | «Hermano» «Ani» (兄)                                     | 27 de octubre de 2017   |
| 5  | «Ring» «Ringu» (リング)                                  | 3 de noviembre de 2017  |
| 6  | «Intricacy» «Sakusō» (錯綜)                              | 10 de noviembre de 2017 |
| 7  | «Scout» «Sukauto» (スカウト)                             | 17 de noviembre de 2017 |
| 8  | «Knight» «Kishi» (騎士)                                  | 24 de noviembre de 2017 |
| 9  | «Setting Off» «Tabidachi» (旅立ち)                       | 1 de diciembre de 2017  |
| 10 | «Rebirth» «Saisei» (再生)                                | 8 de diciembre de 2017  |
| 11 | «Kidnap» «Yūkai» (誘拐)                                  | 15 de diciembre de 2017 |
| 12 | «Family» «Kazoku» (家族)                                 | 22 de diciembre de 2017 |
| 13 | «God's Will» «Kami no Ishi» (神の意志)                   | 12 de enero de 2018     |
| 14 | «Relic» «Ibutsu» (遺物)                                  | 19 de enero de 2018     |
| 15 | «El Dorado» «Erudorado» (エルドラド)                     | 26 de enero de 2018     |
| 16 | «Chance Meeting» «Chansumītingu» (チャンスミーティング)  | 2 de febrero de 2018    |
| 17 | «The Slant Lined» «Surantorainingu» (スラントライニング) | 9 de febrero de 2018    |
| 18 | «Illusion» «Iryūjon» (イリュージョン)                    | 16 de febrero de 2018   |
| 19 | «Farewell» «Wakare» (別れ)                               | 23 de febrero de 2018   |
| 20 | «Utopia» «Yūtopia» (ユートピア)                          | 2 de marzo de 2018      |
| 21 | «Cause and Effect» «Gen'in to Kekka» (原因と結果)        | 9 de marzo de 2018      |
| 22 | «Yu Light» «Yūraito» (ユーライト)                        | 16 de marzo de 2018     |
| 23 | «My Sister» «Watashi no Ane» (私の姉)                    | 23 de marzo de 2018     |
| 24 | «Future» «Mirai» (未来)                                  | 30 de marzo de 2018     |